# غنيمون عثكولي
جنتوم عثكولي (الاسم العلمي:Gnetum paniculatum) هو نوع من النباتات يتبع جنس الجنتوم من الفصيلة الجنتوية.